# 慶應義塾大学大学院経済学研究科・経済学部
慶應義塾大学大学院経済学研究科（けいおうぎじゅくだいがくだいがくいんけいざいがくけんきゅうか、英: Graduate School of Economics, Keio University）は、経済学を研究する慶應義塾大学が設置する大学院経済学研究科である。慶應義塾大学経済学部（けいおうぎじゅくだいがく けいざいがくぶ、英: Faculty of Economics, Keio University）は、慶應義塾大学が設置する経済学部である。

## 概要

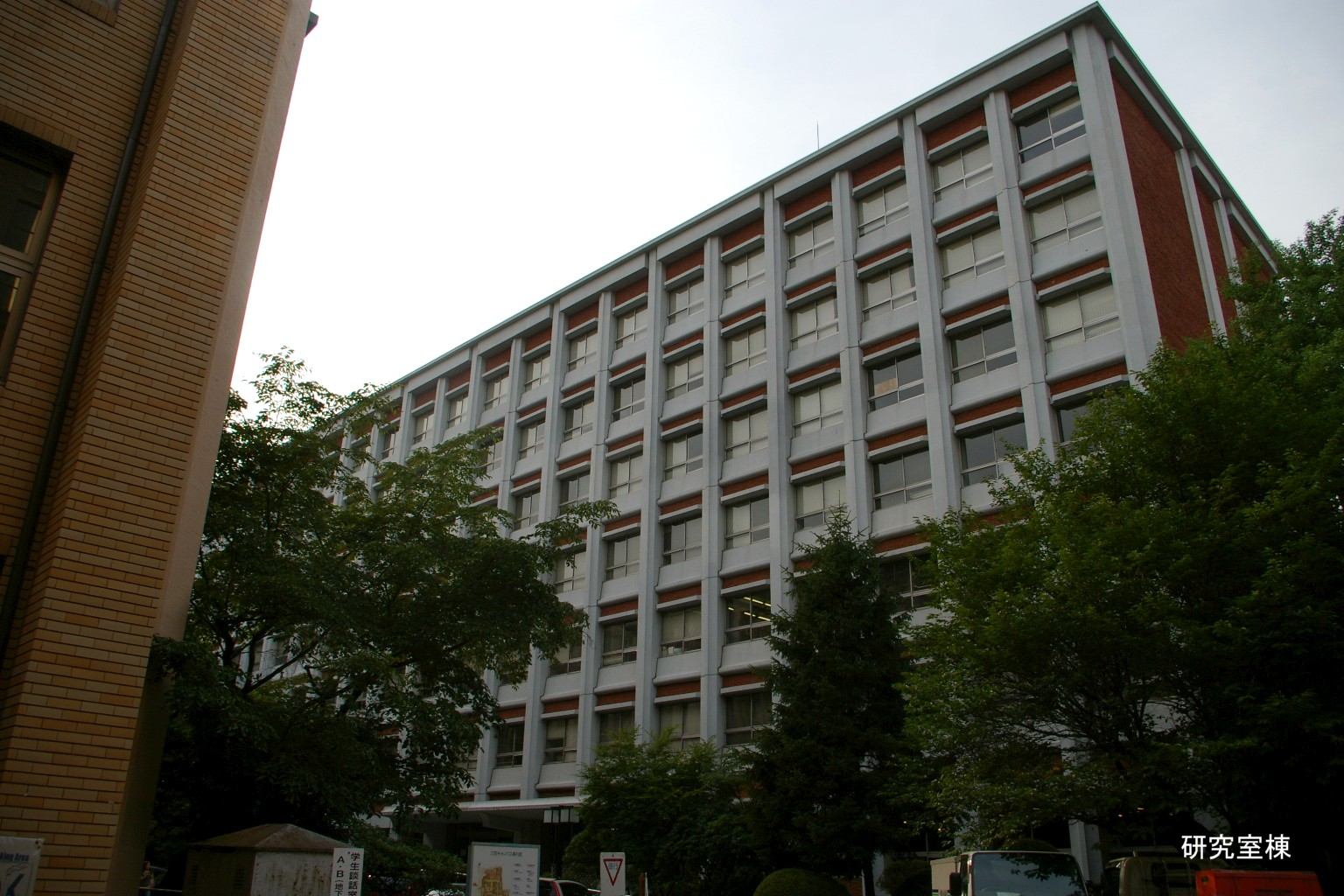
経済学研究所

慶應義塾大学経済学部は1890年に慶應義塾に設置された大学部理財科を起源とし、慶應義塾大学の看板学部とされている。また、日本で最初の経済学部である。1920年に大学令により大学へと昇格、理財科が経済学部に改組され慶應義塾大学経済学部が成立した。1947年、経済学部などの通信教育課程の実施を決定。
1949年、新制大学となり、経済学部は経済学科と商学科の2学科体制となった。1957年、経済学部商学科が商学部として独立した。
1990年には経済学部設置100周年を迎えた。2013年、新たに経済学研究所が設置された。
慶応経済学部のカリキュラムは、知識と論理的思考力の双方を身につけることを目標とする。
大学1年・2年では学生は日吉キャンパスで過ごし、外国語科目、一般教育科目、基礎教育科目、専門教育基礎科目、総合教育科目などを幅広く、浅く学んでいく。
大学3年・4年では学生は三田キャンパスで過ごし、専門分野をさらに深く学んでいく。
三田の専門分野は次の10のグループで構成される。
「A、経済理論」、「B、計量・統計」、「C、学史・思想史」、「D、経済史」、「E、産業・労働」、「F、制度・政策」、「G、現代経済」、「H、国際経済」、「I、環境関連」、「J、社会関連」。
外国語科目は、英語、ドイツ語、フランス語、中国語、スペイン語を履修できる。
ゼミでは少人数教育で専門分野を学んでいき、学生たちはその総仕上げとして卒業論文を仕上げていく。
また、「研究プロジェクト」というコースでは、学生が興味ある分野について1年間で論文を書きあげることもできる。その研究テーマは学生の自由であり、社会科学から、自然科学、人文科学、芸術、文学、映画、美術、音楽、まで、その中からジャンルを問わず自由に好きなものを決められ、それを発表する機会も用意されている。

## 沿革

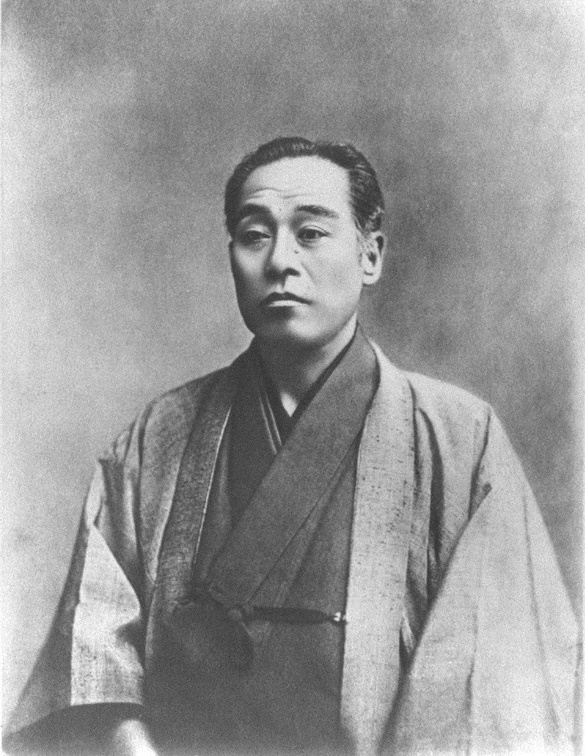
福澤諭吉

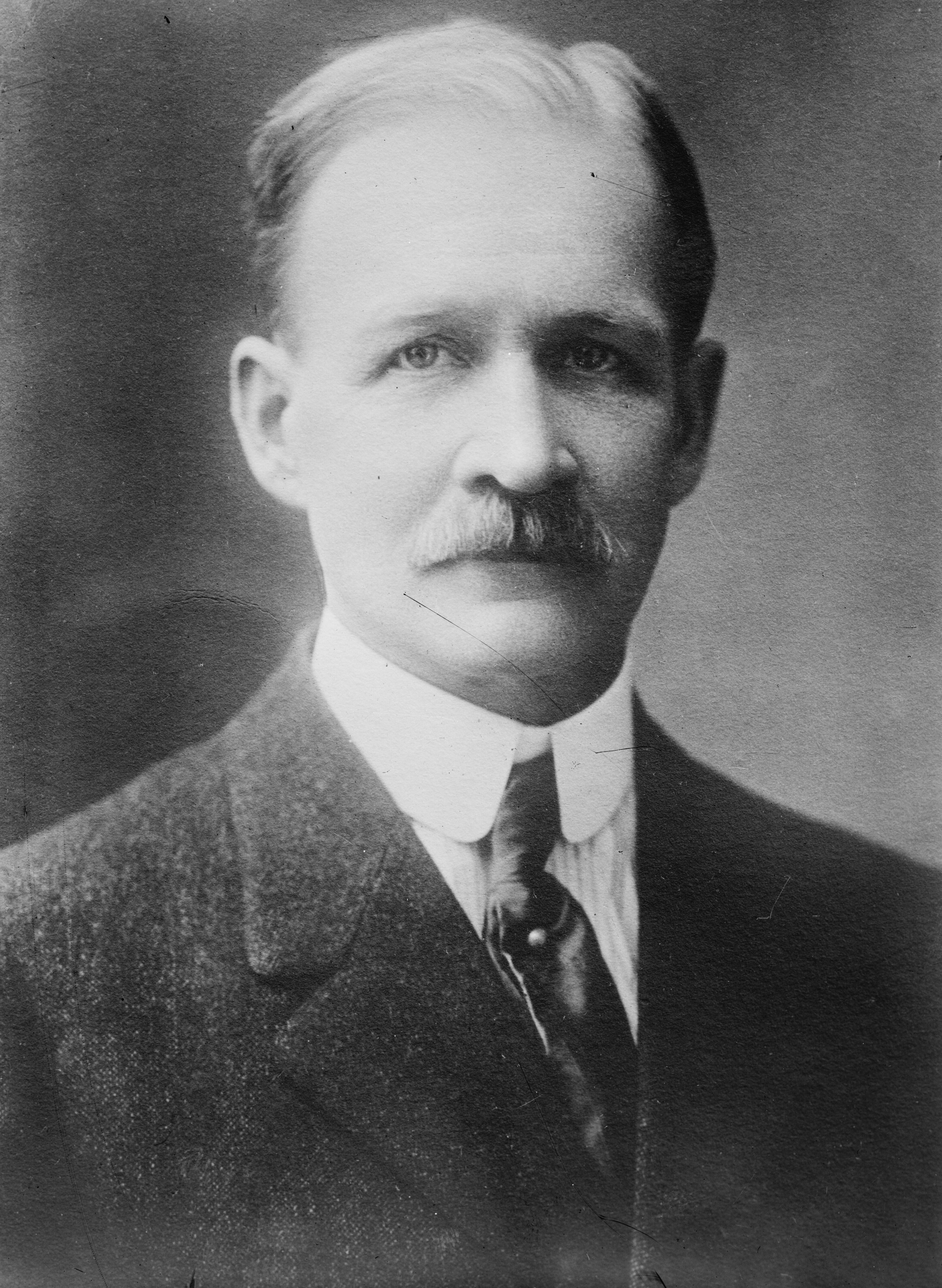
ギャレット・ドロッパーズ

- 1858年 - 福澤諭吉が江戸中津藩中屋敷内に蘭学塾を設置。
- 1868年 - 慶應義塾が発足。
- 1871年 - 本拠地を三田に移転。
- 1890年 - 大学部が発足し、文学・理財・法律の三科を設置。ギャレット・ドロッパーズが主任教師に就任。
- 1897年 - 三田理財協会発足（1899年解散）。
- 1903年 - 理財学会発足。
- 1904年 - 専門学校令により大学部の学科課程を改正、文学科・理財科・法律科・政治科の四科に分かれる。
- 1909年 - 『三田学会雑誌』創刊[1]。
- 1910年 - 大学部各科に主任制度を設ける[2]。
- 1917年 - 大学部各科主任を学長と改称する[3]。
- 1920年 - 大学令による旧制大学となり、文学部・経済学部・法学部・医学部の4学部と予科・大学院を付設。各学部に部長を置く。
- 1934年 - 予科が日吉校舎に移転。
- 1937年 - 三田第一校舎竣工。
- 1938年 - 経済学科と商業学科の二学科制を採用[4]。
- 1943年 - 上智大学商学部の学生を委託学生として編入[5]。
- 1945年 - 米軍により日吉校舎を接収される。
- 1946年 - 経済・商業の二学科制を廃止[6]。経済学部予科が三ノ橋仮校舎に移転。
- 1947年 - 経済学部などの通信教育課程の設置を決定。
- 1949年 - 学制改革により新制大学となる。日吉校舎返還。
- 1950年 - 経済学部などの通信教育課程が認可される。旧制大学の繰り上げ卒業式を挙行[7]。
- 1951年 - 新制大学院修士課程を設置。
- 1953年 - 新制大学院博士課程を設置。
- 1957年 - 経済学部商学科が商学部として独立[8]。
- 1958年 - 慶應義塾創立100周年。
- 1959年 - 慶應義塾大学産業研究所を設置する。
- 1962年 - 大学ビジネス・スクールが開校。
- 1990年 - 経済学部設置100周年。
- 2008年 - 慶應義塾創立150周年。
- 2013年 - 慶應義塾大学経済研究所を設置する[9]。

## キャンパス
- 学部1・2年次 - 日吉キャンパス（神奈川県横浜市港北区）
- 学部3・4年次 - 三田キャンパス（東京都港区）

## 学部
通学課程
- 経済学科[10]
  - 入学定員1200人・収容定員4800人[11]
    - 履修タイプA（経済理論・数学先習型）[12]
    - 履修タイプB（経済実態・歴史先習型）[12]

通信課程
- 経済学部[13]
- 商学部[13]

## 大学院
- 第I領域[14]
  - 経済理論専攻[14]
  - 計量・統計[14]
- 第II領域[14]
  - 学史・思想史専攻[14]
  - 経済史専攻[14]
- 第III領域[14]
  - 産業・労働専攻[14]
  - 制度・政策専攻[14]
- 第IV領域[14]
  - 現代経済専攻[14]
  - 国際経済専攻[14]
- 第V領域[14]
  - 環境関連専攻[14]
  - 社会関連専攻[14]

## 研究所
- 慶應義塾大学産業研究所
- 慶應義塾大学経済研究所
  - 慶應義塾大学パネルデータ設計・解析センター（文部科学省の共同利用・共同研究拠点）